# Vallenberggroeve

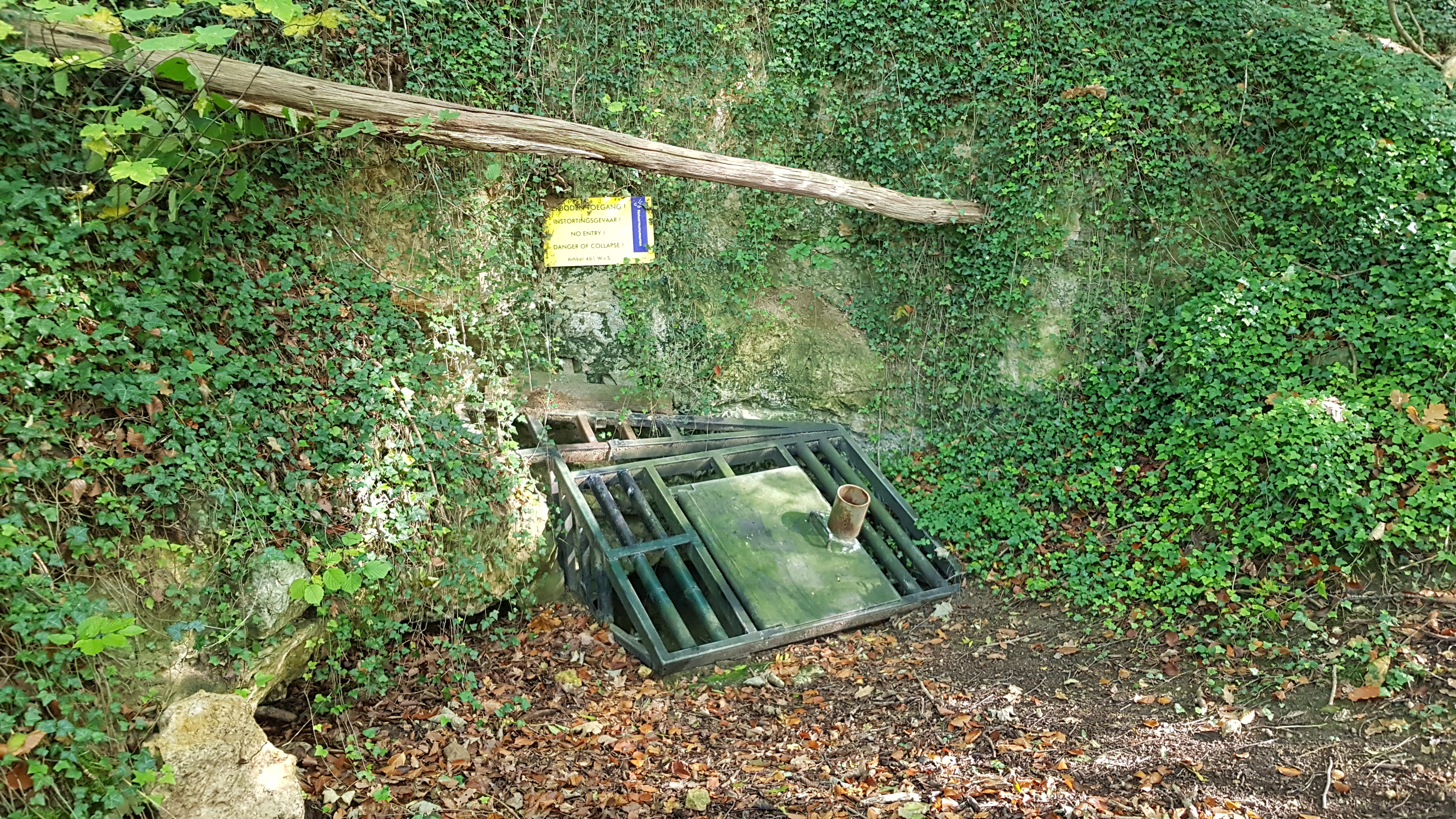
ingang van de Vallenberggroeve

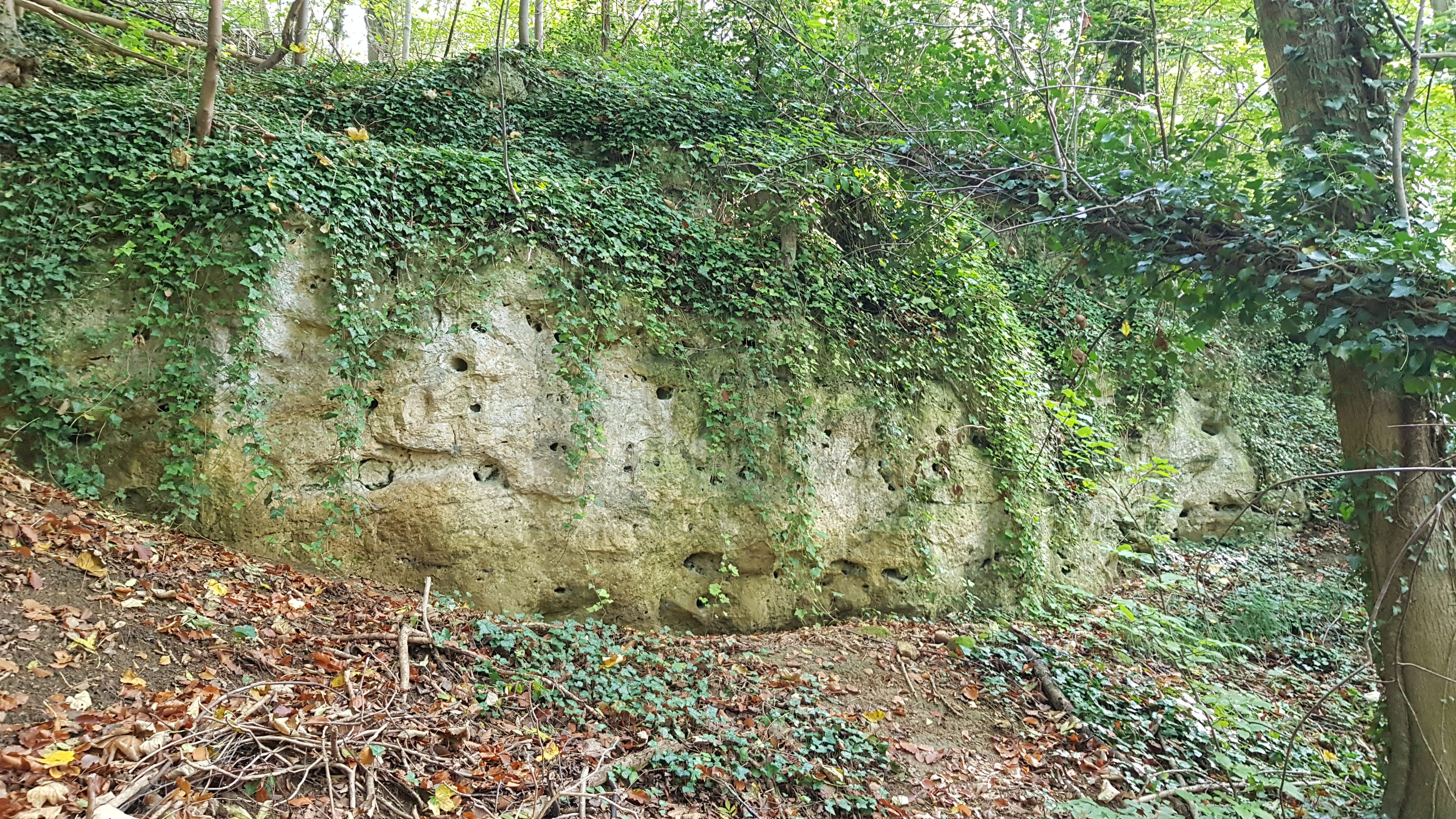
kalksteen nabij de Vallenberggroeve

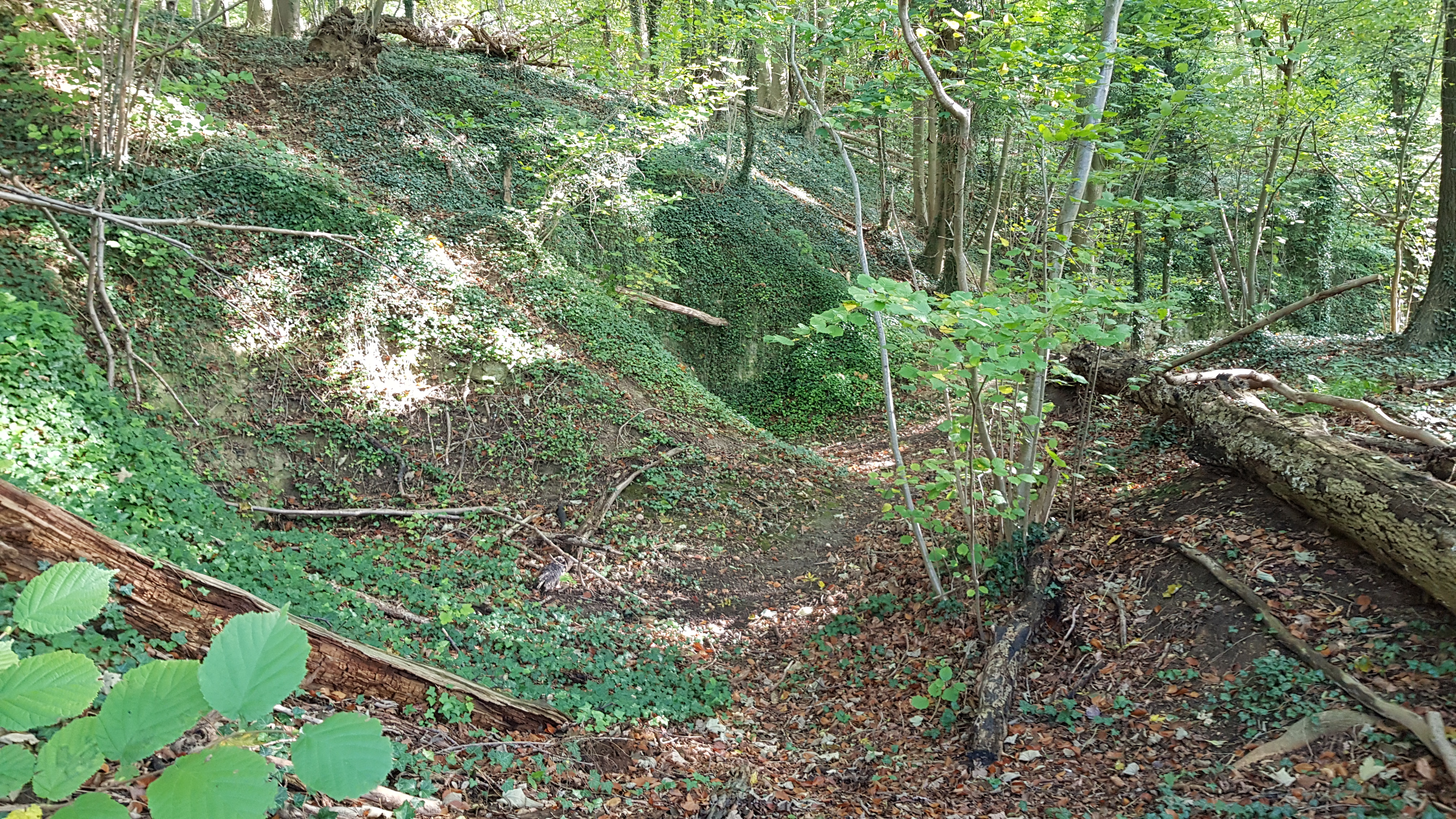
omgeving van de groeve

De Vallenberggroeve of Boschgrot is een Limburgse mergelgroeve in de Nederlandse gemeente Valkenburg aan de Geul in Zuid-Limburg. De ondergrondse groeve ligt ten zuidoosten van Valkenburg aan de Sibbergrubbe in het zuidwestelijk deel van het hellingbos Biebosch, op de noordoostelijke rand van het Plateau van Margraten in de overgang naar het Geuldal. Ter plaatse duikt het plateau een aantal meter steil naar beneden.
Op ongeveer 150 meter ten noorden van de groeve ligt de Bieboschgroeve met de Kalkoven Biebosch, op ongeveer 150 meter naar het zuidoosten liggen de Groeve van de Verdwenen Honden, het Ingvarsputje en het Canadasbergske, op ongeveer 200 meter naar het zuidwesten liggen de groeves Groeve het Kornelsbergske en Groeve het Paulusbergske, op ongeveer 235 meter naar het zuidwesten ligt de Groeve Lemmekenskoel, op ongeveer 300 meter naar het westen ligt de Groeve achter Lemmekenskoel en naar het noordwesten liggen het Beckersbergske en de Groeve naast Beckersbergske.

## Geschiedenis
In de late middeleeuwen werd de groeve reeds ontgonnen door blokbrekers en voor de kalksteenwinning gebruikt tot in de 19e eeuw. Uit onderzoek is gebleken dat de ontginning begonnen is in de laatste helft van de 12e eeuw. In de groeve zijn vondsten gedaan uit de middeleeuwen, waaronder een Raeren aardewerken olielampje uit omstreeks 1550 en een etensbord uit de 13e eeuw.
Aan het einde van de 16e eeuw was de groeve al voor een deel ingestort en niet meer in gebruik.
In 1985 werd in de groeve een valsmunterij aangetroffen door Han Bochman en de gebroeders Bindels. De valse munten droegen de jaartallen 1569, 1576 en 1577. In die tijd vermoedelijk moeten de valsmunters actief zijn geweest in de groeve.
In 1988 werd een uit de 13e eeuw daterend aardewerken etensbord gevonden.
In september 2008 verscheen een boek over de groeve. Dit boek geeft het onderzoek weer van Kevin Amendt en beschrijft vooral de mijnbouwhistorie van de Vallenberggroeve. In het boek wordt onder andere de afwijkende blokbreekmethode beschreven die afwijkt van de zaagmethode in andere Limburgse groeven. In het voorste deel van de groeve, tevens het oudste, werden slechts slagbeitels gebruikt om blokken te breken, in plaats van een zaag.
In 2018 werd het Biebosch samen met het gebied van de groeve overgedragen van Staatsbosbeheer aan Natuurmonumenten, in het kader van een grondruil.

## Groeve
De Vallenberggroeve is een onregelmatig opgezette groeve en heeft veel aardpijpen. De groeve heeft een oppervlakte van 21486 vierkante meter met een ganglengte van 2489 meter.
De ingang van de groeve is afgesloten met traliewerk, zodat vleermuizen de groeve kunnen gebruiken als verblijfplaats. 
De beheerder van de groeve is Natuurmonumenten. In 2015 werd de groeve op veiligheid onderzocht en werd deze afgekeurd.